# 절충장군 주의수 묘
절충장군 주의수 묘(折衝將軍 朱義壽 墓)는 대한민국 경상남도 창원시 진해구 마천동에 있는 조선시대의 무덤이다. 2010년 10월 21일 경상남도의 문화재자료 제516호로 지정되었다.

## 개요
주의수는 정유재란 시기 제포만호(薺浦萬戶)로 재직하면서 왜적을 격퇴하는 큰 공훈을 세운 인물이다. 그의 전공은 ‘선무원종공신녹권’에 일등공신으로 책록되어 있고, 조선왕조실록, 난중일기, 관련 교지 등에서도 분명히 드러나 있다.
현재 묘역에는 조성 당시의 묘비, 석물 등이 전혀 남아 있지 않지만 그의 전공을 고려, 임진왜란 시기 국방과 지역 수호에 대한 역사인식을 고취시키는 귀중한 자료이다.

## 참고 자료
- 절충장군 주의수 묘 - 국가유산청 국가유산포털